# 東急2020系電車
東急2020系電車（とうきゅう2020けいでんしゃ）は、2018年（平成30年）3月28日に営業運転を開始した、東急電鉄の通勤形電車。
本項では、田園都市線用の2020系電車のほか、大井町線用の6020系電車、目黒線・東急新横浜線用の3020系電車についても記述する。

## 概要
2020年に東京オリンピックが開催されることや、2022年に東急が創立100年を迎えることから、沿線の街や駅と調和する車両とすることを目的に命名・導入された。
JR東日本E235系電車をベースとしており、製造は総合車両製作所横浜事業所と総合車両製作所新津事業所が担当、新津事業所での製造は東急電鉄の車両としては初となる。
田園都市線向けの2020系のほか、大井町線向けの6020系、目黒線・東急新横浜線向けの3020系の3系列が存在する。

## 車両概説
デザインは、多摩田園都市などの「街づくり」を起源に持つ東急電鉄らしさを意識したものとしており、監修は東急線沿線の商業施設のデザインなどを手がけている丹青社が担当した。沿線の街や駅との親和性を高め、利用者に親しみを持ってもらうとともに「これまでにない新しさを感じていただけるような外観、車内空間」を目指しており、コンセプトカラーに「INCUBATION WHITE」（美しい時代へ孵化していく色）を使用した。先頭車前面から車体側面上部にかけて、導入線区の路線カラーとともに配置されている。丸みのある先頭形状は、やわからみのある顔をイメージした。

### 車体
車体は、総合車両製作所の軽量ステンレス車体のブランドであるsustina（サスティナ）を採用しており「sustina S24シリーズ」の、車体長20メートルの4ドアステンレス車として製造された。レーザー溶接の積極的な採用、骨組の軽量化などで、アルミ車体と同等の車体軽量化を図ったほか、車両外観の溶接痕を減らし、水密性の向上も図っている。オフセット衝突対策として、隅柱の一部に断面45度で切り取ったような位置に補強を追加しており、これにより、オフセット衝突時において、互いの車両に離反する力を発生させ、外板の剥離を防いで客室の損傷を軽減することができる。また前面衝突対策として、運転台前面に衝撃吸収用のハニカム材を配置して、先頭車と中間車の間に衝撃吸収緩衝器を組込むことにより、衝突エネルギーの吸収と生存区間の確保を図っている。客室扉のドア間隔はホームドアの開口範囲に合うように4,820 mmとしており、窓の構成は固定窓と下降窓の組み合わせとしている。
前頭部は鋼材の骨組みで構成し、これをFRP成形品で覆う構造としている。前照灯はLED照明を使用しており、前照灯は前面下部に4灯と、ハイビーム時は加えて前面上部に2灯の計6灯とし、夜間時での視認性の向上を図っている。先頭車の屋根上には、列車無線アンテナ（逆L型アンテナ）のほかに、後述するINTEROSによる通信にも使用されるWiMAXアンテナを設置している。
床下の側面非常ハシゴも引き続き設置され、本系列では両先頭車と各付随車に設置される。先頭車は運転台側向き、付随車は1号車向きとなっている。

### 内装
インテリアデザインは、東急沿線の風景をイメージした座席や照明も含めた車内全体のカラーコーディネートにこだわり、親しみやすさと心地よさを感じるデザインとしている。座席表地には龍村美術織物製のものが使用されている。
腰掛は、5000系の2015年度増備車で採用されたハイバック仕様のロングシートとなっているが、ヘッドレストは省略された。座席は基本的に扉間が7人掛け、車端が3人掛けであるが、2020系の2130F以降においては4・5・8号車の扉間の座席が6人掛けとなっている。
車椅子スペースは各車両に一か所ずつ（2号車は2か所）設置した。先頭車は連結面寄り、2号車は両端、他の中間車は上り方、いずれも向かって右側に配置されており、車内外の壁面には車椅子マークとベビーカーマークを掲出、2020年頃より床面への掲出も始まった。また車椅子でない方も利用しやすいように、側面の窓に2段の手すりと妻面に腰当を設置した。
車端部の3人掛け座席は全て優先席とされ、先頭車は1両あたり3席、2号車は6席、他は9席が用意される。また、各妻面上部に防犯カメラを設置している。
側引戸の鴨居部には17インチの車内案内表示器を2基設置しており、右側は停車駅表示案内の他、行先情報・ドアの開方向情報・乗り換え案内・乗車マナーなどについて表示する（左側は「TOQビジョン」）。客室扉の内側は、混雑時に扉が開く際に戸袋に荷物などが引き込まれるのを防止するため、素材に表面が滑りやすい素材を採用した。妻引戸の戸閉装置は5000系の重力式から、ゼンマイの力でゆっくりと戻る方式に変更している。
枕木方向のつり手棒は側面天井部と接続をすることにより、ロールバーの補強構造を構成して、側面衝突に対する車両変形量の抑制を図っている。
天井の客室灯には直管蛍光灯40 W相当のLED照明を採用したほか、つり手棒の配置変更に合わせて配置の見直しを行い、従来より数を2灯ほど減少させている（中間車は22灯、先頭車は20灯）が、架線停電時に備えて蓄電池からの電力で点灯する予備灯を、中間車では11灯、先頭車は10灯へと増加させている。

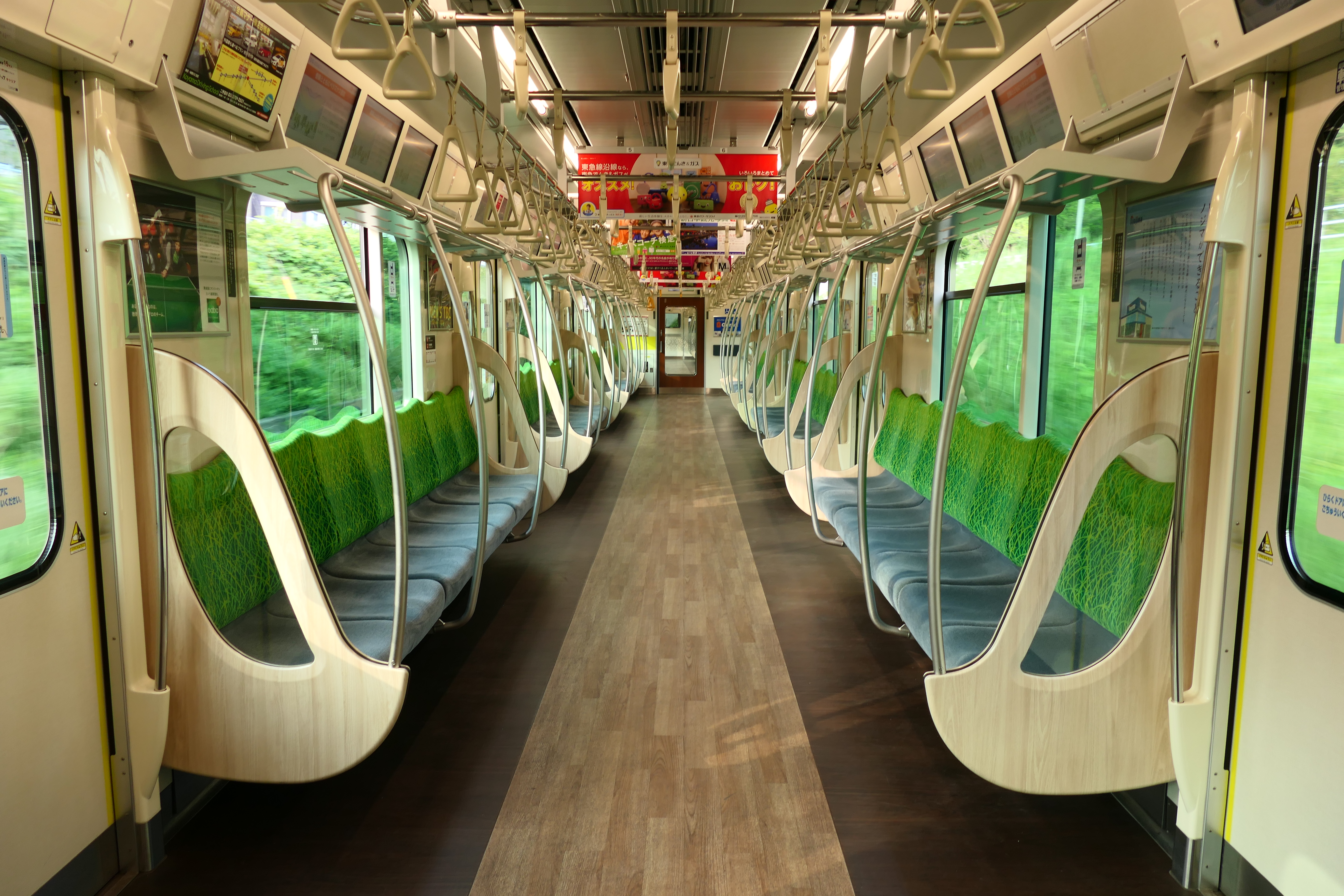
2020系の車内（2130F以降の4・5・8号車以外の車両）
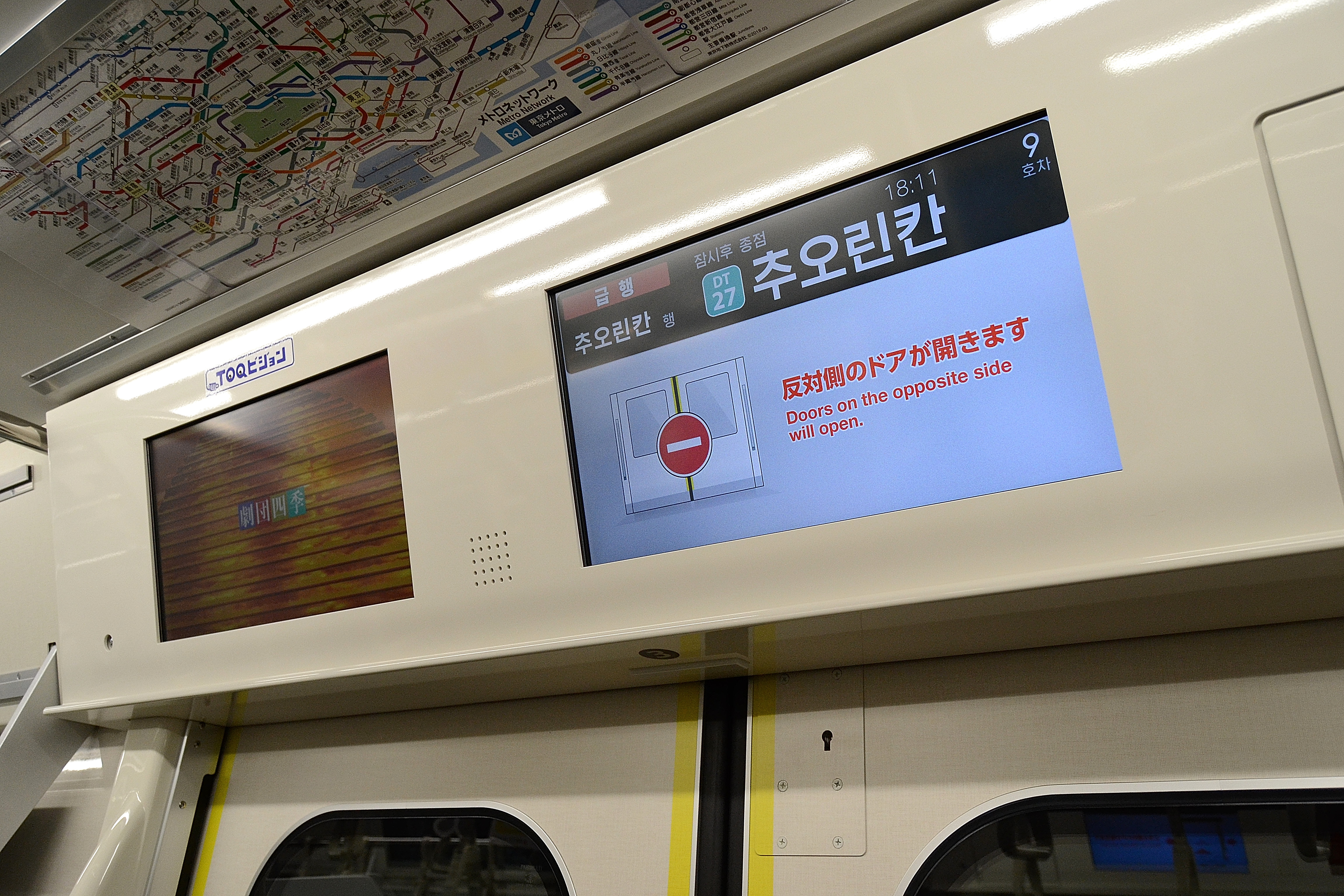
車内案内表示器

#### 乗務員室
乗務員室は、前面ガラスの面積を広げて視界の拡大を図っており、主幹制御器はワンハンドルマスコンを運転台中央に配置した。その前方に2つのモニター装置が配置されている。モニター装置はE235系で使用されているINTEROSの導入により、計器・表示灯類などの情報集約を進めており、これにより計器・表示灯類などをモニター装置で表示することが可能となっている。また、現状では相互乗り入れの際に各社の車両においてその機器配置が異なり、乗務員の取扱いの負担が重いことを考慮して、東京地下鉄（東京メトロ）・東武鉄道・西武鉄道の関係者と運転台共通化の協議を行い、それに合わせて相互乗り入れする各社が保有している車両との仕様共通化を行った。その他の乗り入れ線区や本車を導入しない他の東急線の車両の仕様も参考にしている。乗務員が扱う機器ついては、設計完了後にモックアップを作成して、集められた各現業職員との間で取付け高さとボタンの形状と操作感などの検証を行ない、修正している。

### 主要機器
主制御器は、300系以来となる三菱電機製を採用し、SiC-MOSFETとSiC-SBDを組み合わせた、フルSiCパワーモジュールを用いた2レベル式VVVFインバータ制御装置（MAP-144-15V317形）を搭載しており、1台の制御装置で主電動機4台を制御する1C4M方式としている。高速度域まで多パルスのスイッチングを行うため、主電動機の損失を低減させて省エネルギー性能を向上させており、従来の8500系と比べて半分程度の電力で走行できるようになっている。
主制御器を各電動車に搭載する単独M方式とされるが、M1（A・B）とM2（A・B）はユニットに近い構成となっており、集電装置と高速度遮断器はM1側に集約されている。またSIVはM2に搭載されるが、SIV断流器はM1に搭載されている。
主電動機は、東芝製のTKM-18（東芝形式SEA-446）形全密閉外扇式三相かご形誘導電動機（定格電流108 A、定格周波数80 Hz、定格出力140 kW、定格回転数2,380 rpm）を採用しており、熱交換により冷却を行う方式であるため、メンテナンス頻度の低減が図られている。
制動方式は、回生ブレーキ併用電気指令式空気ブレーキ方式としており、INTEROSの編成ブレーキ力管理システムからのブレーキ指令により、編成全体で応荷重制御・電空協調制御・回生ブレーキを優先する遅れ込め制御を行うことで、省エネルギー運転と空気ブレーキの制輪子（ブレーキシュー）の摩耗量の低減が図られている。
また、常用ブレーキを従来の7段ステップ制御から8段ステップ制御とし、8段ステップは減速度を4.0 km/h/sとすることで、回生ブレーキが安定しない時や雨天時と降雪時などで安定した制動力が得られるようにしている。また、降雪時での減速度低下時のバックアップとして非常ブレーキ時の回生補足機能を新たに追加している。これは、従来の非常ブレーキ作動時には、すべて空気ブレーキで作動して回生ブレーキは使用されないが、この機能では、非常ブレーキ作動時には、INTEROSで減速度の演算を行い、一定の減速度低下が計測された場合には、回生ブレーキを補足で使用するもので、降雪時でのさらなる安全性を図っている。
補助電源装置は、IGBT素子を使用した3レベル方式の富士電機製（CDA175形）静止形インバータ（SIV）で、出力は三相交流440 V、260 kVA。整流装置は補助電源装置とは別に搭載しており、出力は直流100 V。また各車に変圧器を搭載しており、出力は交流100 V。
電動空気圧縮機は、吐出量は1,750 ℓ /minのドイツ・クノールブレムゼ製オイルフリーレシプロ式（VV180-T形）を採用。潤滑油を使用しないため外部のオイル排出や元空気タンク側へのオイル流出がなく、交換や給油が不要となる。
冷房装置は、三菱電機製CU7080形（冷房能力58.14 kW・50,000 kcal/h）を屋根上に1台搭載しており、予備暖房用の6.0 kWのヒータを内蔵している。また、天井部の横流ファン付近にパナソニックとJR東日本テクノロジーが共同開発した空気洗浄装置の「nanoe（ナノイー）」を設置している。東急電鉄の電車としては初めての設置となる。
集電装置は、東洋電機製造製のシングルアームパンタグラフ（PT7108-E）で、上昇検知装置を有する。
戸閉装置は、富士電機製のラック・アンド・ピニオン式のブラシレスモーターを使用した電気式戸閉装置を採用している。戸閉状態では、常に互いの引戸が押し付け合う構造となっており、挟まれたものを引き抜きやすい特性がある。
蓄電池は、5000系と同じく焼結式のアルカリ蓄電池を採用している。5000系が直流100 V・60 Ahと列車無線の非常電源に使用する直流24 V・30 Ahの2種類を搭載していたのに対し、本形式は直流100 V・105 Ahの1種類のみとしている。
台車は軸箱支持装置が軸梁式のボルスタレス方式空気ばね台車を採用した。5000系などで採用されていたものとは形状が大きく変更され、牽引装置も一本リンク式となる。基礎ブレーキ装置は電動台車が踏面片押し式のユニットブレーキで、付随台車はこれに加えて新たにディスクブレーキを併用する。また先頭台車の踏面ブレーキは駐車ブレーキ機構を備えている。ディスクブレーキはライニングの脱着性向上を図り、UIC（国際鉄道連合）規格に基づいた構造とした。形式は電動台車がTS-1041、付随台車がTS-1042（先頭台車）とTS-1042Aとなっている。
駆動装置は5000・6000系と同じく中実軸平行カルダン式だが、電動機の電機子軸と輪軸の歯車駆動軸との間の継手を、CFRP製のたわみ板を使用したTD継手式から、東急としては初採用となる歯車形たわみ軸継手を使用したWN継手式に変更し、高速走行時の信頼性向上を図っている。
列車情報管理装置として、東日本旅客鉄道のE235系などで実績があるINTEROSを採用している。データ通信速度を従来と比べて40倍も向上させたことで、大容量のデータを扱うことが可能で、車両の各機器への伝送のほかにWiMAXによるデータ通信を利用して、車両の各種データを地上システムにリアルタイムに送信して活用することが可能としている。将来的には、各機器のデータを利用して、車両留置時で実施する検査の簡略化や蓄積した車両のビッグデータを分析し、機器の寿命や故障の予知を捉えて適切な時期に必要なメンテナンスを行う状態保全に向けた取り組みを進める予定となっている。

## 2020系
田園都市線用に導入された車両。
老朽化した8500系および東武線乗り入れ非対応の8590系と2000系の置き換えを目的として2018年に導入された。ラインカラーは緑。
第一編成の2121Fは総合車両製作所横浜事業所にて落成し、2017年11月30日に長津田検車区にて報道陣に公開された。
扉間の窓上部と妻引戸上部にデジタルサイネージ（液晶ディスプレイによる電子看板）が設置されている。側窓上部のものは、21.5インチサイズの液晶モニターを横に3つ連続配置しており、3画面で一つの連続した画面のように使用することができる。
田園都市線及び直通運転先である東京メトロ半蔵門線と東武伊勢崎線・日光線で運用するため、半蔵門線及び東武線の保安装置と無線装置も内蔵している。
デジタル無線に対応するため、屋根上の列車無線アンテナ（逆L形）は各車2本となっている。なお当初は片方が準備工事のみであった。
2130F以降ではラッシュ時の乗降時間短縮を図り、4・5・8号車のドア間の座席を7人掛けから6人掛けに減少させ、ドア横に38 cmのスペースを確保している。

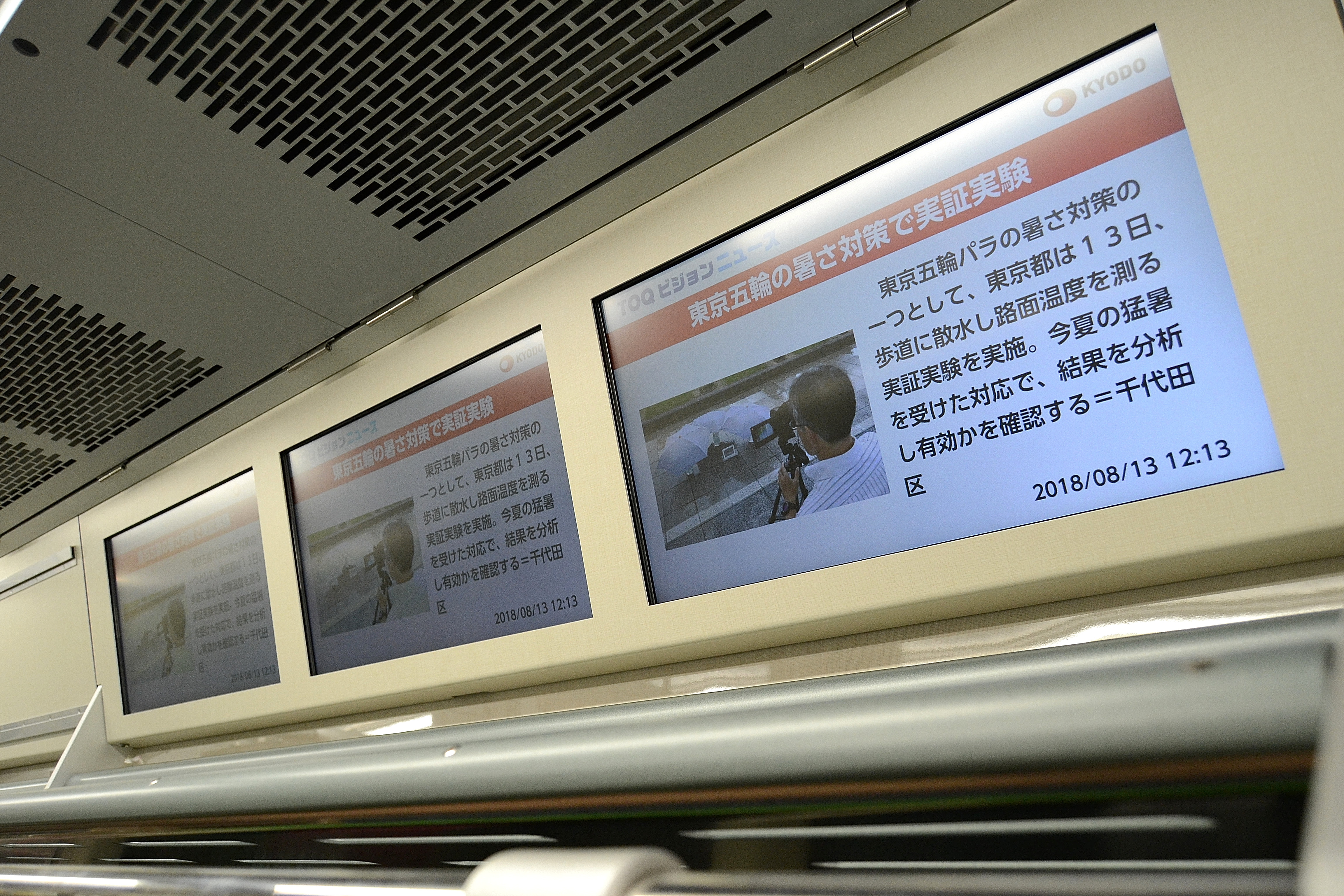
3画面を連続させたデジタルサイネージ
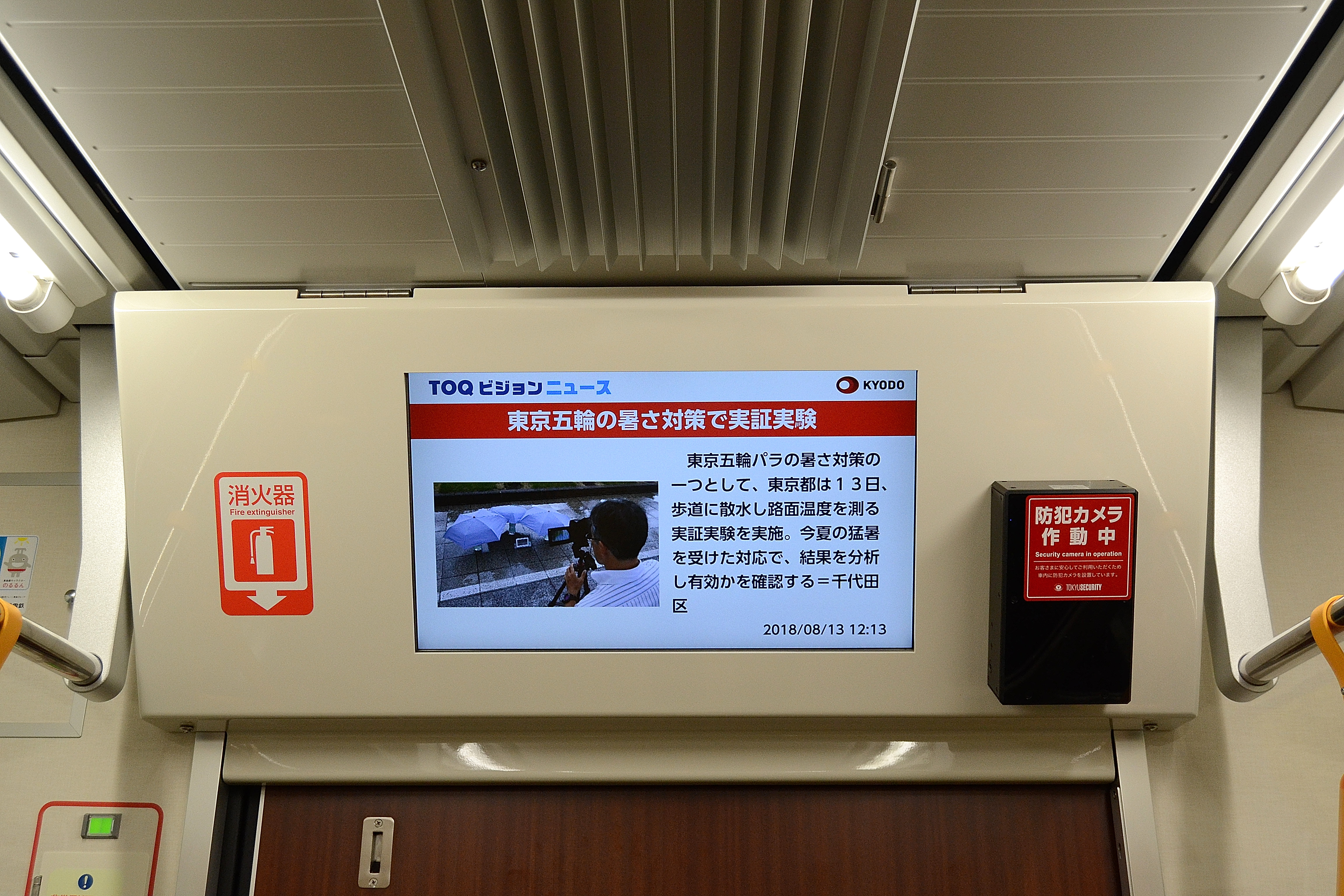
車内妻面部のデジタルサイネージ

### 運用
2018年3月28日に3編成が営業運転を開始した。運用開始半年間は前面貫通ドアに東武線直通非対応を示すKマークが貼られており、東武線への乗り入れは行っていなかったが、同年10月1日から東武線への乗り入れを開始し、久喜駅・南栗橋駅 - 中央林間駅間で運行されている。以降も順次増備され、2022年度までに計30編成が導入された。

### 編成表
|                     | ← 久喜・南栗橋・押上・渋谷中央林間 → |                  |                  |                  |                  |                 |                 |                  |                  |                  |
| 号車                | 1                                    | 2                | 3                | 4                | 5                | 6               | 7               | 8                | 9                | 10               |
|                     |                                      |                  | 0＜＞0           |                  |                  | 0＜             |                 |                  | 0＜＞0           |                  |
| 形式                | クハ2120 （Tc2）                     | デハ2220 （M2B） | デハ2320 （M1B） | サハ2420 （T3）  | サハ2520 （T2）  | デハ2620 （M3） | サハ2720 （T1） | デハ2820 （M2A） | デハ2920 （M1A） | クハ2020 （Tc1） |
| 搭載機器            | BT                                   | VVVF SIV         | VVVF CP          |                  |                  | VVVF            |                 | VVVF SIV         | VVVF CP          | BT               |
| 自重                | 31.5 t                               | 33.5 t           | 33.5 t           | 27.8 t           | 27.5 t           | 32.0 t          | 27.5 t          | 33.5 t           | 33.5 t           | 31.4 t           |
| 定員 （座席）       | 143 （45）                           | 155 （48）       | 155 （51）       | 155 （45 or 51） | 155 （45 or 51） | 155 （51）      | 155 （51）      | 155 （45 or 51） | 155 （51）       | 143 （45）       |
| 車両番号 （旧車番） | 2121 ： 2125                         | 2221 ： 2225     | 2321 ： 2325     | 2421 ： 2425     | 2521 ： 2525     | 2621 ： 2625    | 2721 ： 2725    | 2821 ： 2825     | 2921 ： 2925     | 2021 ： 2025     |
| 車両番号 （旧車番） | 2126                                 | 2226             | 2326 （6321）    | 2426             | 2526             | 2626            | 2726            | 2826             | 2926             | 2026             |
| 車両番号 （旧車番） | 2127                                 | 2227             | 2327 （6322）    | 2427             | 2527             | 2627            | 2727            | 2827             | 2927             | 2027             |
| 車両番号 （旧車番） | 2128 2129                            | 2228 2229        | 2328 2329        | 2428 2429        | 2528 2529        | 2628 2629       | 2728 2729       | 2828 2829        | 2928 2929        | 2028 2029        |
| 車両番号 （旧車番） | 2130 ： 2150                         | 2230 ： 2250     | 2330 ： 2350     | 2430 ： 2450     | 2530 ： 2550     | 2630 ： 2650    | 2730 ： 2750    | 2830 ： 2850     | 2930 ： 2950     | 2030 ： 2050     |

※2126F・2127Fはデハ2320欠車で落成、6020系デハ6320を長津田にて改造の上組み込み（詳細は#Qシート車組み込み時の動きを参照）
凡例
- ＜＞：集電装置（シングルアームパンタグラフ）
- VVVF：主制御器（VVVFインバータ装置/1C4M）
- SIV：補助電源装置（静止形インバータ）
- CP：空気圧縮機
- BT：蓄電池
- 網掛け（■）：6020系デハ6320からの編入改造車
- 網掛け（■）：ドア間の座席が6人掛けの車両

#### 各編成の車歴
| 編成番号          | 製造所 | 新製日     | 製造年度 | 備考                                                                  |
| ----------------- | ------ | ---------- | -------- | --------------------------------------------------------------------- |
| 2121F             | 横浜   | 2017.12.08 | 2017年度 | 製造時、列車無線アンテナ1本                                           |
| 2122F             | 新津   | 2018.02.08 | 2017年度 |                                                                       |
| 2123F             | 新津   | 2018.02.22 | 2017年度 |                                                                       |
| 2124F             | 新津   | 2018.06.07 | 2018年度 |                                                                       |
| 2125F             | 新津   | 2018.06.28 | 2018年度 |                                                                       |
| 2126F（9R）       | 新津   | 2018.10.26 | 2018年度 | それぞれ6020系Qシート車1両と同時に輸送。欠車の3号車は表の末尾を参照。 |
| 2127F（9R）       | 新津   | 2018.11.30 | 2018年度 | それぞれ6020系Qシート車1両と同時に輸送。欠車の3号車は表の末尾を参照。 |
| 2128F             | 新津   | 2019.03.07 | 2018年度 |                                                                       |
| 2129F             | 新津   | 2019.03.28 | 2018年度 |                                                                       |
| 2130F             | 新津   | 2019.10.04 | 2019年度 | この編成より4・5・8号車の座席減少・無線アンテナ形状変更               |
| 2131F             | 横浜   | 2019.11.01 | 2019年度 | この編成より各部の社名表記を変更                                      |
| 2132F             | 新津   | 2020.01.17 | 2019年度 |                                                                       |
| 2133F             | 新津   | 2020.02.18 | 2019年度 |                                                                       |
| 2134F             | 新津   | 2020.03.06 | 2019年度 |                                                                       |
| 2135F             | 新津   | 2020.03.27 | 2019年度 |                                                                       |
| 2136F             | 新津   | 2020.05.21 | 2020年度 |                                                                       |
| 2137F             | 新津   | 2020.06.11 | 2020年度 |                                                                       |
| 2138F             | 横浜   | 2020.10.23 | 2020年度 | この編成より誘導無線省略                                              |
| 2139F             | 新津   | 2020.09.10 | 2020年度 |                                                                       |
| 2140F             | 新津   | 2020.10.19 | 2020年度 |                                                                       |
| 2141F             | 新津   | 2021.03.24 | 2021年度 |                                                                       |
| 2142F             | 新津   | 2021.03.29 | 2021年度 |                                                                       |
| 2143F             | 横浜   | 2021.04.05 | 2021年度 | この編成より天井ラインデリアの仕様を変更                              |
| 2144F             | 横浜   | 2021.04.22 | 2021年度 |                                                                       |
| 2145F             | 横浜   | 2021.05.25 | 2021年度 |                                                                       |
| 2146F             | 横浜   | 2021.06.28 | 2021年度 |                                                                       |
| 2147F             | 横浜   | 2021.07.26 | 2021年度 |                                                                       |
| 2148F             | 横浜   | 2021.09.02 | 2021年度 |                                                                       |
| 2149F             | 新津   | 2022.01.20 | 2021年度 |                                                                       |
| 2150F             | 新津   | 2022.06.06 | 2022年度 |                                                                       |
| デハ6321→デハ2326 | 横浜   | 2018.01.22 | 2017年度 | 2018.11.07改造・改番                                                  |
| デハ6322→デハ2327 | 横浜   | 2018.03.01 | 2017年度 | 2018.12.10改造・改番                                                  |

## 6020系
大井町線用に導入された車両。急行用の7両編成と各駅停車用の5両編成（6050番台）が存在する。
7両編成は大井町線急行列車の輸送力増強（7両化及び運行本数増加）を目的に、2018年に導入された。ラインカラーはオレンジ。これと並行して、同じく急行用である6000系の7両化も進められた。
5両編成（6050番台）は大井町線の各駅停車用車両である9000系・9020系の置き換えを目的に、2025年に導入された。2027年頃までに18本（計90両）を導入する予定。ラインカラーは同じくオレンジ。外装は7両編成と同様だが、識別しやすくする為、先頭車前面の5両編成を示す「5CARS」と記された青いステッカーと、側面ドア横の青色ステッカーが追加されている。また内装においては、7両編成からつり革の形状や側面ドア両脇にある手すりの仕上げなどが変更されたほか、運転台には将来的なワンマン運転やATO（自動列車運転装置）による自動運転に対応するためのドア開閉ボタンや出発ボタンが設置されている。
大井町線で運用されている情報伝送装置による駅通過防止装機能と工事区間などで使用される臨時速度制限用のATCコードに変更できる臨時速度制限機能を有している。また車内液晶モニターの設置数が少ないため、2020系よりも車両重量がやや軽くなっている。

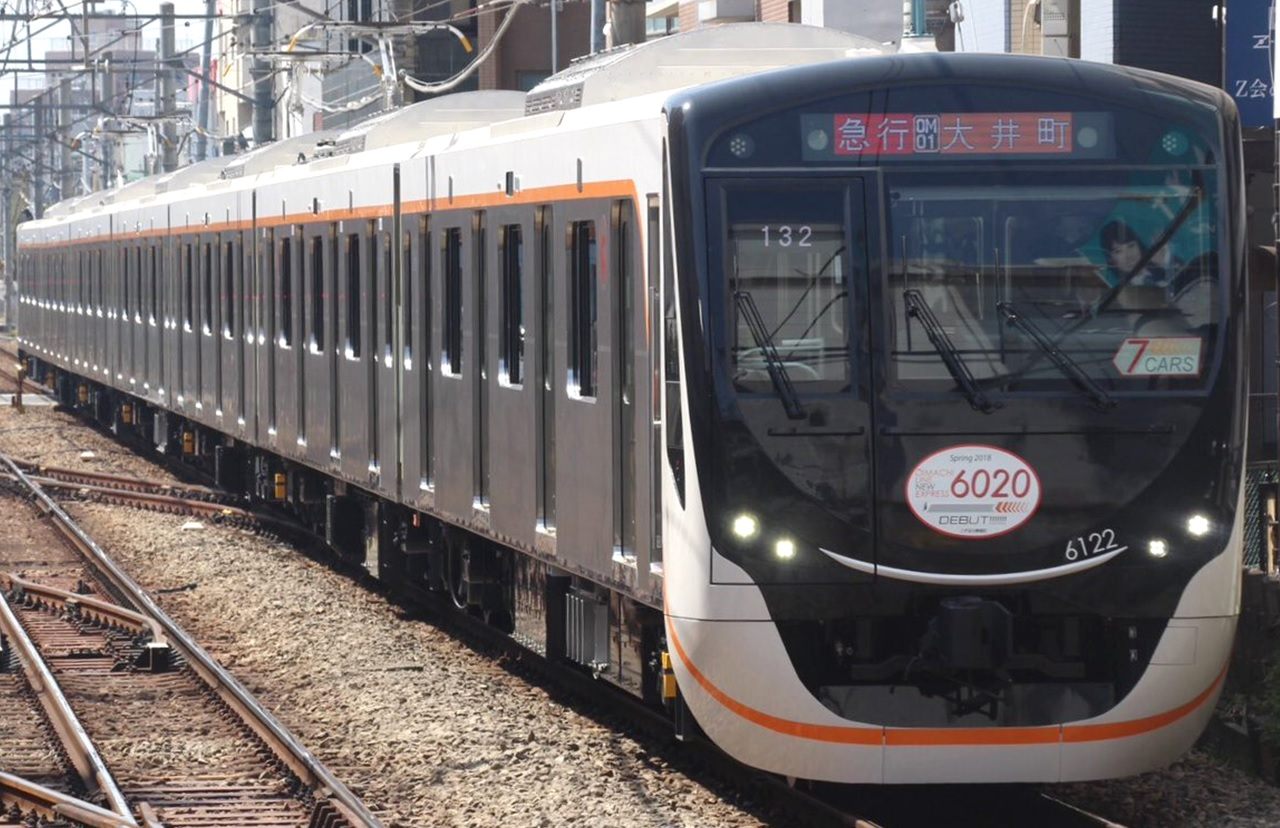
Qシート車連結前の6020系（7両編成）
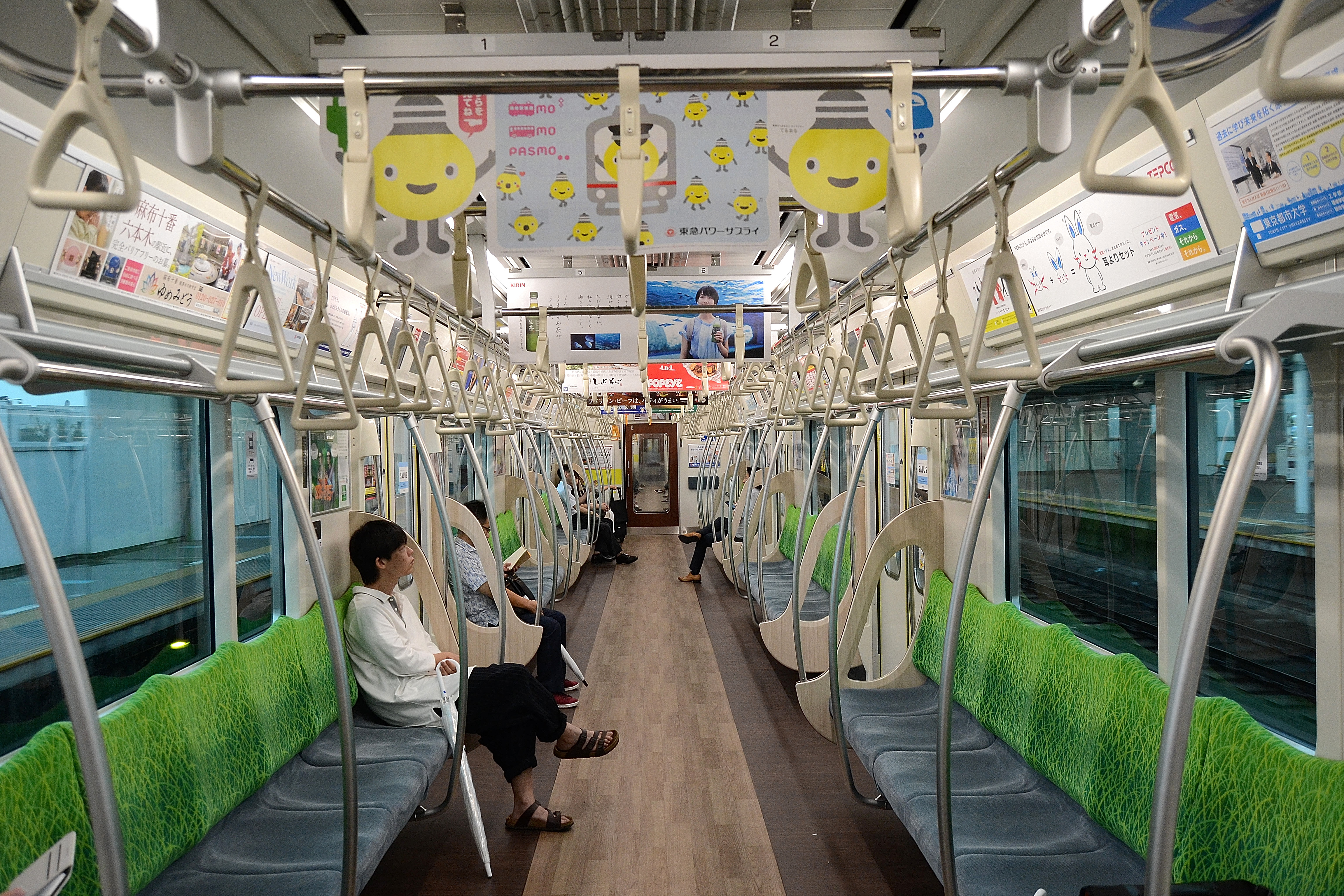
6020系（7両編成）の車内

### 運用
7両編成は大井町線の急行列車として、2020系と同じく2018年3月28日から営業運転を開始した。当初は大井町駅 - 長津田駅間で運転されていたが、2019年からは中央林間駅まで直通運転を行っている。

5両編成は大井町線の各駅停車として、2025年7月2日から営業運転を開始した。大井町駅 - 溝の口駅間で運転されるほか、早朝と深夜には鷺沼車庫への出入庫を兼ねた田園都市線直通電車への充当もある。

### 編成表

#### 7両編成
製造時（現在は全てQシート組み込みのため消滅）
|              | ← （渋谷）大井町溝の口・長津田 → |                  |                     |                 |                  |                  |                  |
| 号車         | 1                                | 2                | 3                   | 4               | 5                | 6                | 7                |
|              |                                  |                  | 0＜＞0              |                 |                  | 0＜＞0           |                  |
| 形式         | クハ6120 （Tc2）                 | デハ6220 （M2B） | デハ6320 （M1B）    | サハ6420 （T1） | デハ6520 （M2A） | デハ6620 （M1A） | クハ6720 （Tc1） |
| 搭載機器     | BT                               | VVVF SIV         | VVVF CP             |                 | VVVF SIV         | VVVF CP          | BT               |
| 自重         | 31.2 t                           | 33.3 t           | 33.3 t              | 27.3 t          | 33.3 t           | 33.3 t           | 31.1 t           |
| 定員（座席） | 143（45）                        | 155（48）        | 155（51）           | 155（51）       | 155（51）        | 155（51）        | 143（45）        |
| 車両番号     | 6121 6122                        | 6221 6222        | 6321（Ⅰ） 6322（Ⅰ） | 6421 6422       | 6521 6522        | 6621 6622        | 6721 6722        |

Qシート組み込み後
|              | ← （渋谷）大井町溝の口・中央林間 → |                  |                     |                 |                  |                  |                  |
| 号車         | 1                                  | 2                | 3                   | 4               | 5                | 6                | 7                |
|              |                                    |                  | 0＜＞0              |                 |                  | 0＜＞0           |                  |
| 形式         | クハ6120 （Tc2）                   | デハ6220 （M2B） | デハ6320 （M1L）    | サハ6420 （T1） | デハ6520 （M2A） | デハ6620 （M1A） | クハ6720 （Tc1） |
| 搭載機器     | BT                                 | VVVF SIV         | VVVF CP             |                 | VVVF SIV         | VVVF CP          | BT               |
| 自重         | 31.2 t                             | 33.3 t           | 34.8 t              | 27.3 t          | 33.3 t           | 33.3 t           | 31.1 t           |
| 定員（座席） | 143（45）                          | 155（48）        | 133※（45）          | 155（51）       | 155（51）        | 155（51）        | 143（45）        |
| 車両番号     | 6121 6122                          | 6221 6222        | 6321（Ⅱ） 6322（Ⅱ） | 6421 6422       | 6521 6522        | 6621 6622        | 6721 6722        |

※デハ6320（M1L車）はクロスシート時の定員129人

#### 5両編成（6050番台）
| [ 37 ] [ 34 ] | ← （渋谷）大井町溝の口・鷺沼 → | ← （渋谷）大井町溝の口・鷺沼 → | ← （渋谷）大井町溝の口・鷺沼 → | ← （渋谷）大井町溝の口・鷺沼 → | ← （渋谷）大井町溝の口・鷺沼 → |
| 号車          | 1                              | 2                              | 3                              | 4                              | 5                              |
|               |                                | 0＜                            |                                | 0＜＞0                         |                                |
| 形式          | クハ6120 （Tc2）               | デハ6220 （M3）                | デハ6320 （M2）                | デハ6420 （M1）                | クハ6520 （Tc1）               |
| 搭載機器      | BT                             | VVVF CP                        | VVVF SIV                       | VVVF CP                        | BT                             |
| 定員（座席）  | 143（45）                      | 155（48）                      | 155（51）                      | 155（51）                      | 143（45）                      |
| 車両番号      | 6151 ： 6156                   | 6251 ： 6256                   | 6351 ： 6356                   | 6451 ： 6456                   | 6551 ： 6556                   |

凡例
- ＜＞：集電装置（シングルアームパンタグラフ）
- VVVF：主制御器（VVVFインバータ装置/1C4M）
- SIV：補助電源装置（静止形インバータ）
- CP：空気圧縮機
- BT：蓄電池
- 網掛け（■）：2020系編入改造の準備工事あり
- 網掛け（■）：Qシート車

### 各編成の車歴
| 編成番号      | 製造所 | 新製日     | 製造年度 | 備考                                                               |
| ------------- | ------ | ---------- | -------- | ------------------------------------------------------------------ |
| 6121F（7R）   | 横浜   | 2018.01.22 | 2017年度 | 製造時の列車無線アンテナは1本。3号車は2020系編入改造の準備工事あり |
| 6122F（7R）   | 横浜   | 2018.03.01 | 2017年度 | 製造時の列車無線アンテナは1本。3号車は2020系編入改造の準備工事あり |
| デハ6321（Ⅱ） | 新津   | 2018.10.25 | 2018年度 | それぞれ2020系9両と同時に輸送。既存3号車と交換する形で組み込み     |
| デハ6322（Ⅱ） | 新津   | 2018.11.26 | 2018年度 | それぞれ2020系9両と同時に輸送。既存3号車と交換する形で組み込み     |

### Qシート車両
6020系では、2018年11月に7両編成全2編成の3号車に「Qシート」車両が組み込まれた。11月13日より通常営業運転を、12月14日より「Qシート」サービス列車としての運転を開始した。
車両は側面全体にオレンジ一色のラッピングが施され、一見してわかるようになっている。
内装は座席をデュアルシートとし、各座席には電源コンセント、一部の座席にはカップホルダーを備える。室内灯は電球色とされ、車内Wi-Fiも用意されている。優先席・車椅子スペースは他の中間車と同一の配置となっている。このほか一般車との境目にあたる貫通路の窓上部はすりガラス風のスモーク処理が行われ、その下にはこの先がQシート車両である旨のステッカーが貼られている。また優先席には、Qシート運用中は優先席の扱いを中止する旨の表示が行われている。

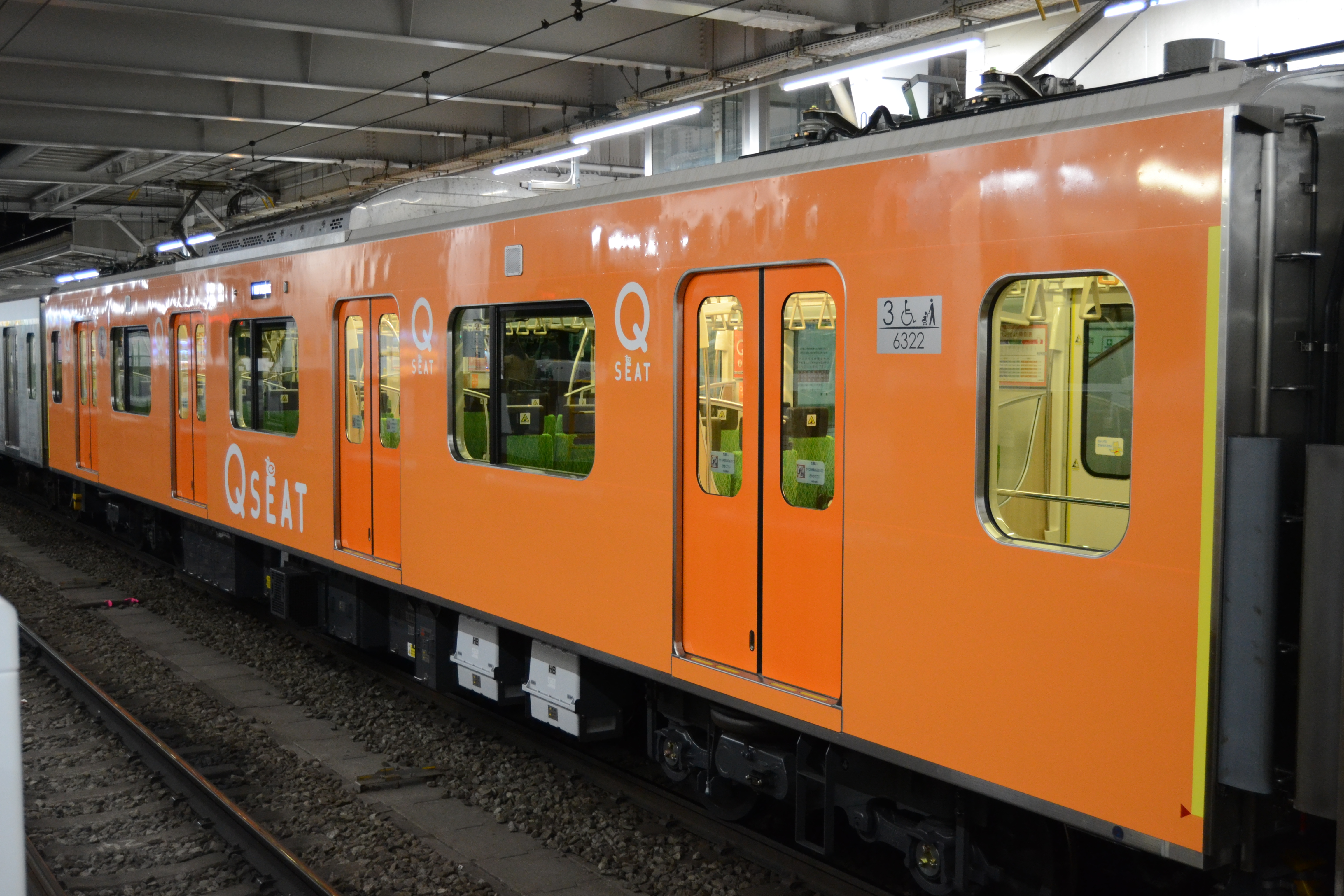
「Qシート」車両
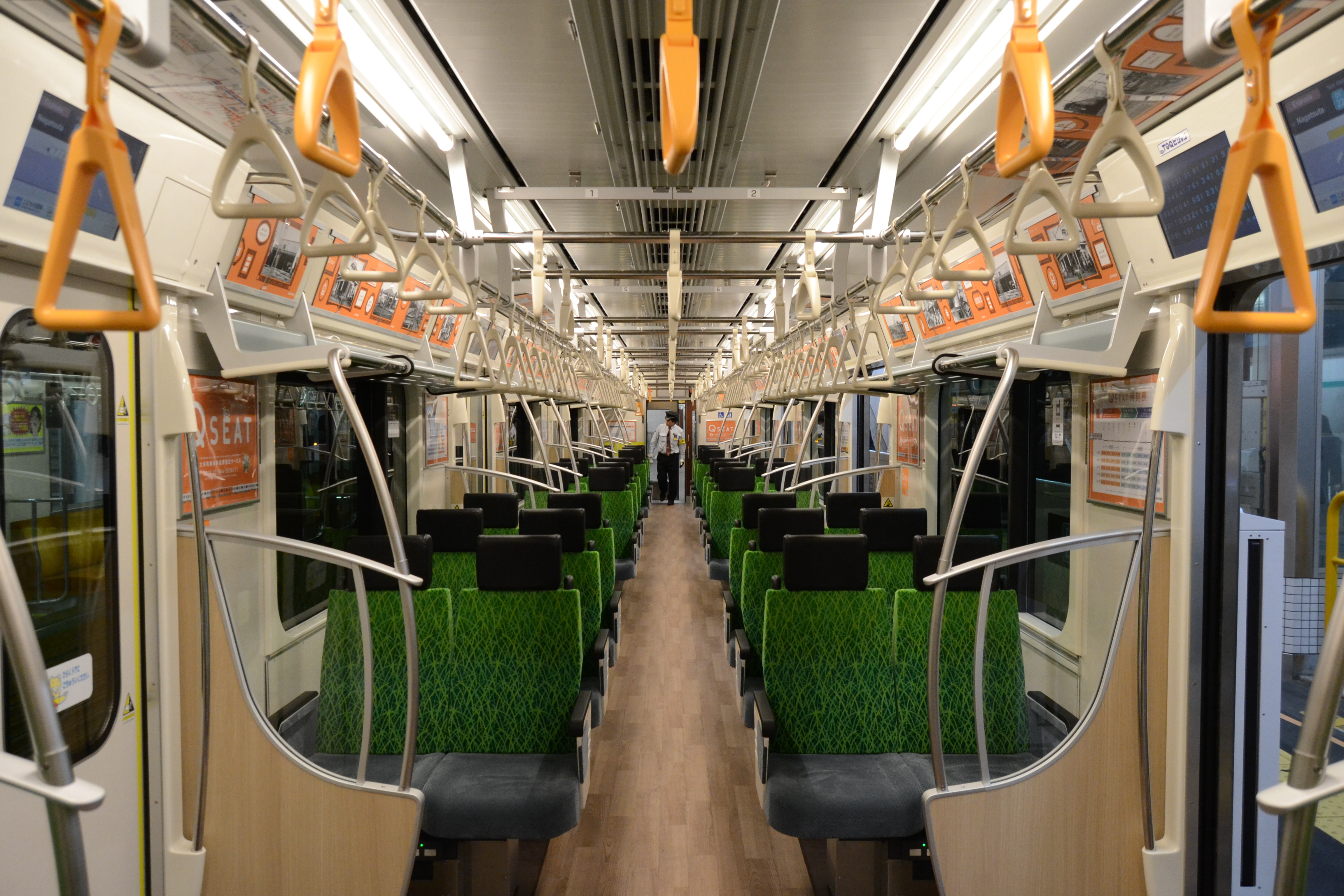
Qシート運用時の車内

#### Qシート車組み込み時の動き
Qシート車の2両は2020系と同時に製造、輸送されている。デハ6321（II）は2126Fに、デハ6322（II）は2127Fに、それぞれ組み込まれていた。
輸送はデハ2320が欠車・その部分に新デハ6320（Qシート・無装飾）が連結、といった状態で行われた。運用時と異なる組成で輸送されるが、長津田到着後には一度10両編成に組成している。
その後、既存の6020系と新造の2020系で互いに3号車を入れ替える形で編成組替えが行われた。
旧デハ6320の2両はそれぞれデハ2320へ改番され、他の2020系車両に合わせて帯色の変更や液晶ディスプレイ増設などの改造を行った。なお、この改造に関しては当初より準備工事が行われていた。
新デハ6320（Qシート）は編成から外れている間にラッピングを施工した。このうちデハ6321は当初ドア部分が無装飾（ステンレス地色）とされていたが、デハ6322のラッピングと同時期に修正されている。
組み替え前の組成
| 号車            | 1号車 | 2号車 | 3号車      | 4号車 | 5号車 | 6号車 | 7号車 | 8号車 | 9号車 | 10号車 | 3号車抜取り日 | 備考                        |
| --------------- | ----- | ----- | ---------- | ----- | ----- | ----- | ----- | ----- | ----- | ------ | ------------- | --------------------------- |
| 新造車 車両番号 | 2126  | 2226  | 6321〈II〉 | 2426  | 2526  | 2626  | 2726  | 2826  | 2926  | 2026   | 2018.10.13    | 新津製・2018.10.11 - 12搬入 |
| 新造車 車両番号 | 2127  | 2227  | 6322〈II〉 | 2427  | 2527  | 2627  | 2727  | 2827  | 2927  | 2027   | 2018.11.01    | 新津製・2018.10.30 - 31搬入 |
| 既存車 車両番号 | 6121  | 6221  | 6321〈I〉  | 6421  | 6521  | 6621  | 6721  |       |       |        | 2018.10.09    | 横浜製                      |
| 既存車 車両番号 | 6122  | 6222  | 6322〈I〉  | 6422  | 6522  | 6622  | 6722  |       |       |        | 2018.11.14    | 横浜製                      |

組み替え後の組成
| 号車               | 1号車 | 2号車 | 3号車              | 4号車 | 5号車 | 6号車 | 7号車 | 8号車 | 9号車 | 10号車 | 組成日     |
| ------------------ | ----- | ----- | ------------------ | ----- | ----- | ----- | ----- | ----- | ----- | ------ | ---------- |
| 車両番号（旧車番） | 2126  | 2226  | 2326 （6321〈I〉） | 2426  | 2526  | 2626  | 2726  | 2826  | 2926  | 2026   | 2018.10.13 |
| 車両番号（旧車番） | 2127  | 2227  | 2327 （6322〈I〉） | 2427  | 2527  | 2627  | 2727  | 2827  | 2927  | 2027   | 2018.11.17 |
| 車両番号（旧車番） | 6121  | 6221  | 6321〈II〉         | 6421  | 6521  | 6621  | 6721  |       |       |        | 2018.10.17 |
| 車両番号（旧車番） | 6122  | 6222  | 6322〈II〉         | 6422  | 6522  | 6622  | 6722  |       |       |        | 2018.11.14 |

※Qシート車はわかりやすいよう全て網掛けしたが、組替え前は無装飾である。

## 3020系
目黒線・東急新横浜線用に導入された車両。
目黒線の輸送力増強および東急新横浜線開業準備用として2019年に導入された。ラインカラーは水色。
本形式ではワンマン運転を行うため、運転台には車上ITV（ホーム監視用モニター画面）を備え、ドア開閉等のボタンを運転士の手元に設置しているほか、非常停止スイッチも設けられている。また、落成当初より相模鉄道（相鉄）への乗り入れを見据えた工事を施している。
運用される線区は全ての駅でホームドアが完備されているため、車両間の転落防止幌の設置が省略された。フルスクリーン形ホームドアに対応するため、室外解錠ハンドルの半数が床下搭載となっている。
列車無線はアナログ用とデジタル用が個別で用意され、同路線の他系列と同様にアナログ用はTc1に集約されている。

### 運用
2019年11月22日より営業運転を開始した。8両編成で製造されているものの、当初は暫定的な6両編成での運行であった。なお落成時には8両編成での試運転も実施している。
その後2022年に正式に8両編成化が行われた。1月に3123Fが8両化され4月1日より営業運転を開始し、同年8月までに全3編成の8両化が完了した。翌年3月に東急新横浜線開業と相鉄線との直通運転が始まったが、当初相鉄線への直通対応工事が完了していなかったため、相鉄非直通運用に使用されていたが、同年9月下旬から相鉄線へ直通運転されるようになった。

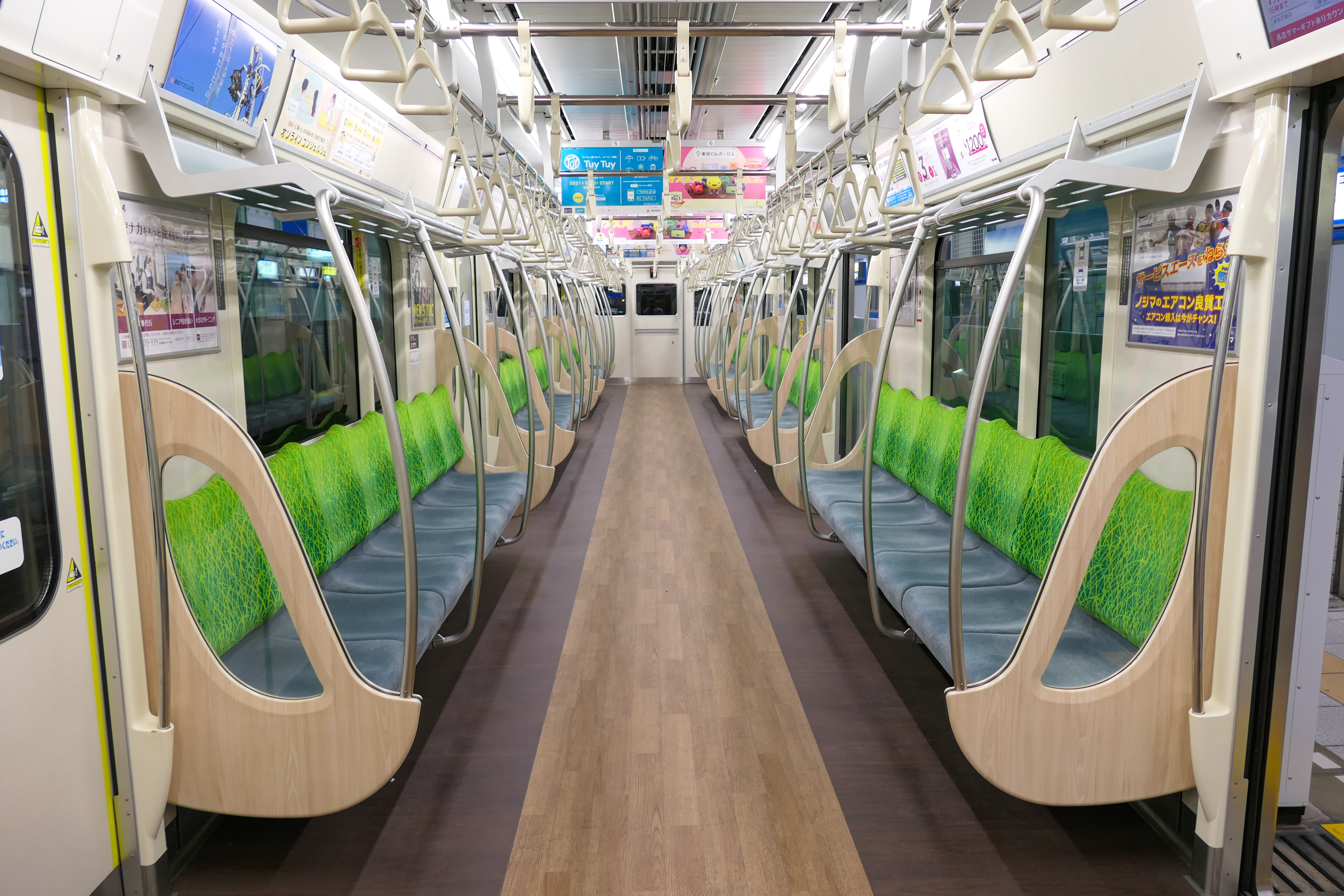
3020系の車内
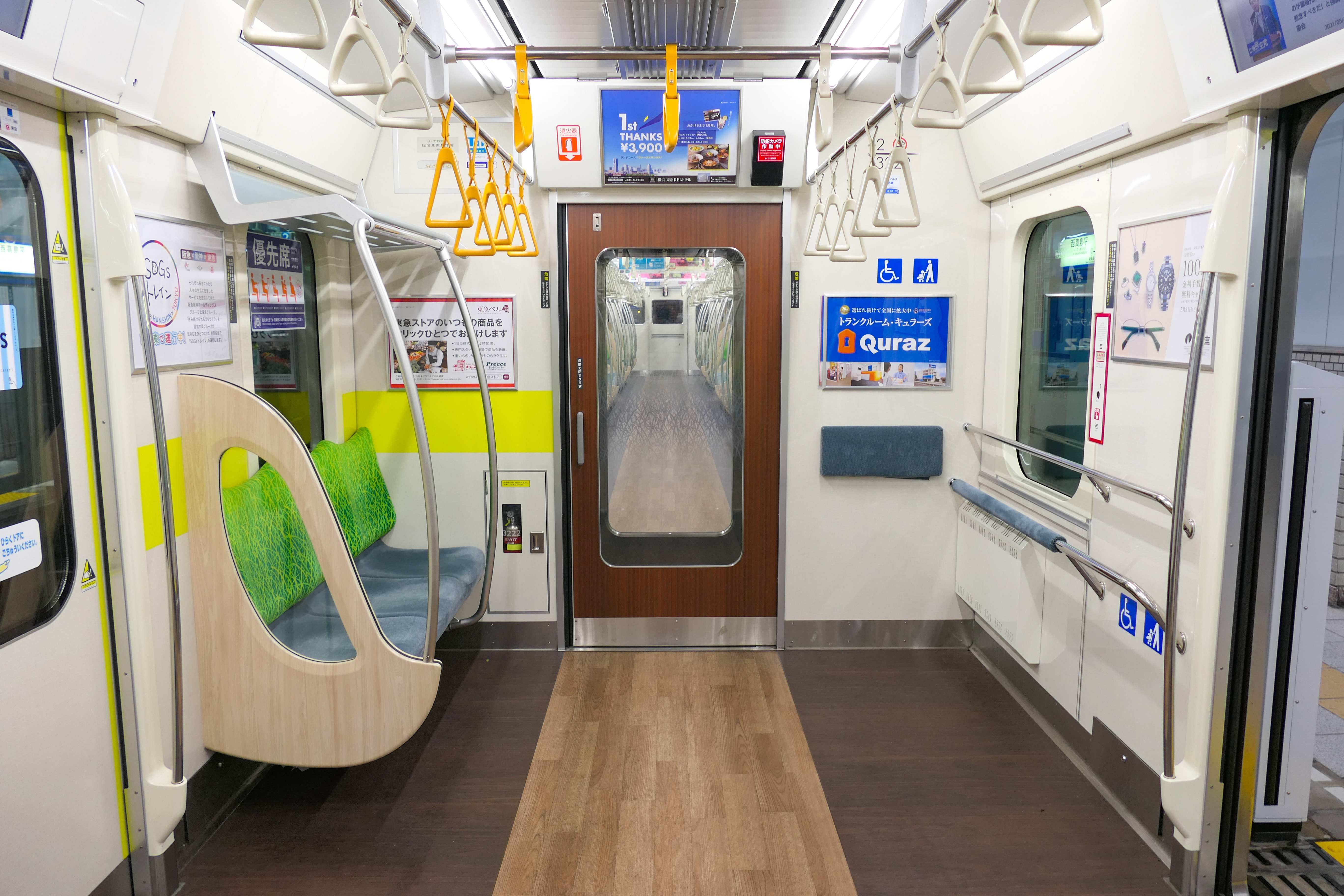
優先席とフリースペース
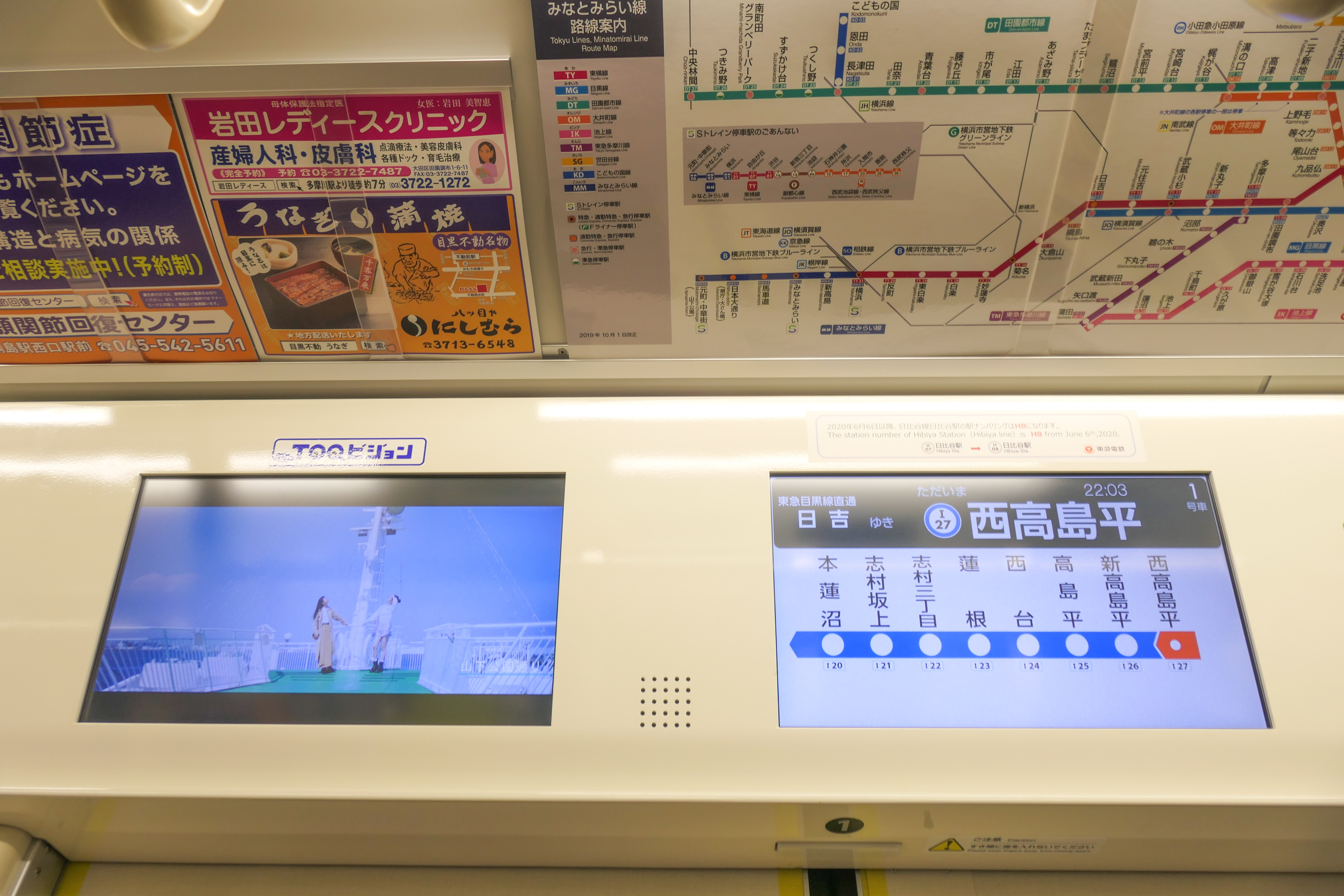
車内案内表示器

### 編成表
|              |              | ← 浦和美園・赤羽岩淵・西高島平・横浜（相鉄）／目黒日吉・新横浜／西谷・海老名・湘南台・厚木（操） → |                  |                  |                 |                 |                  |                  |                  |
| 号車         | 8両編成時    | 1                                                                                                  | 2                | 3                | 4               | 5               | 6                | 7                | 8                |
| 号車         | 6両編成時    | 1                                                                                                  | 2                | 3                | 抜取            | 抜取            | 4                | 5                | 6                |
|              |              | |                  | 0＜＞0           |                 |                 |                  | 0＜＞0           |                  |
| 形式         | 形式         | クハ3120 （Tc2）                                                                                   | デハ3220 （M2B） | デハ3320 （M1B） | サハ3420 （T2） | サハ3520 （T1） | デハ3620 （M2A） | デハ3720 （M1A） | クハ3820 （Tc1） |
| 搭載機器     | 搭載機器     | BT                                                                                                 | VVVF SIV         | VVVF CP          |                 |                 | VVVF SIV         | VVVF CP          | BT               |
| 自重         | 自重         | 31.5 t                                                                                             | 33.3 t           | 33.3 t           | 27.3 t          | 27.3 t          | 33.3 t           | 33.3 t           | 31.9 t           |
| 定員（座席） | 定員（座席） | 143（45）                                                                                          | 155（48）        | 155（51）        | 155（51）       | 155（51）       | 155（51）        | 155（51）        | 143（45）        |
| 車両番号     | 車両番号     | 3121 ： 3123                                                                                       | 3221 ： 3223     | 3321 ： 3323     | 3421 ： 3423    | 3521 ： 3523    | 3621 ： 3623     | 3721 ： 3723     | 3821 ： 3823     |

※運行開始当初の6両編成は号車番号以外に相違点なし
凡例
- ＜＞：集電装置（シングルアームパンタグラフ）
- VVVF：主制御器（VVVFインバータ装置/1C4M）
- SIV：補助電源装置（静止形インバータ）
- CP：空気圧縮機
- BT：蓄電池

各編成の車歴
| 編成番号 | 製造所 | 新製日     | 製造年度 | 8両編成化 |
| -------- | ------ | ---------- | -------- | --------- |
| 3121F    | 横浜   | 2019.04.22 | 2019年度 | 2022年1月 |
| 3122F    | 横浜   | 2019.06.07 | 2019年度 | 2022年8月 |
| 3123F    | 横浜   | 2019.08.05 | 2019年度 | 2022年7月 |

## 車体装飾
- 各系列のデビューヘッドマークをはじめ、ステッカーによるヘッドマークの掲出が多数行われている。
- 2020年9月8日から2023年5月まで、2020系2130Fによるラッピング電車「SDGsトレイン 美しい時代へ号」が運行されていた[48]。SDGsをイメージしたモザイク模様のラッピングが施されており、東横線・田園都市線・世田谷線で実施され、東横線では5000系5121F、世田谷線では300系307Fが使用されていた。当初は1年間の運行予定であったが、複数回に渡り延長された[49][50]。なお2023年4月より、同名のラッピング列車が別デザインで運行されている。
- 2022年4月から約1年間、2020系2122F・3020系3121Fによるラッピング電車「東急グループ100周年トレイン」が運行されていた[51]。東急7路線で実施されている。
- 2023年4月より、2020系2150F・3020系3122Fによりラッピング電車「SDGsトレイン 美しい時代へ号」が新しいデザインで運行されている。デザインはグラデーション模様に変更されており、田園都市線・東横線・目黒線・世田谷線で実施。東横線では5050系5175F、世田谷線では300系310Fが使用されている。2026年3月末まで運行予定。
- 2024年3月より、相鉄・東急新横浜線開業1周年を記念し、JR東海の協力で目黒線3020系3123Fに東海道新幹線N700系デザインのラッピングを施して運行している（enjoy! WEST号）[52]。後に東横線（5050系4000番台4105F）にも同じく新幹線イメージのラッピング列車が運行を開始した。車内ではそうだ 京都、行こう。や大阪・神戸・姫路・岡山・広島などの観光案内、ずらし旅の広告（ずらし旅では新幹線の東京駅・品川駅の混雑回避目的で新横浜駅に"ずらし"て利用するよう誘導している）が掲示されている。2024年7月1日からは、2003年11月まで東海道・山陽新幹線の車内チャイムで使用され、2015年2月から新大阪駅を除く山陽新幹線各駅の接近メロディで使用されている「ひかりチャイム」を現代風にアレンジしたメロディを、東急新横浜線新横浜駅到着前と発車後に流している（4105Fでは同年9月から使用開始）[53]。
- 2024年10月より、2020系2137Fによるラッピング電車「南町田グランベリーパーク号」が運行されている。スヌーピーなどが電車に乗っている様子のイラストが描かれている[54]。

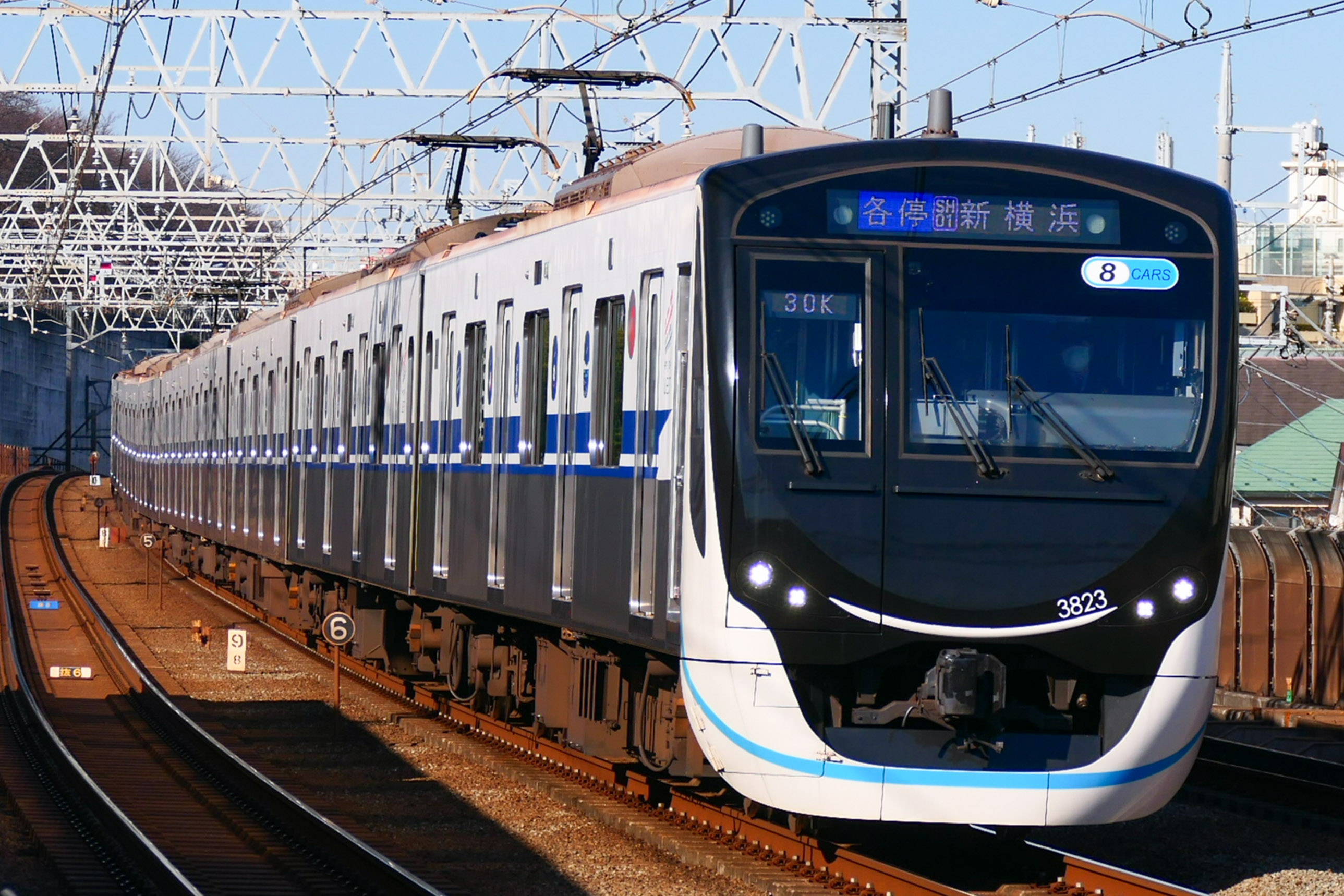
enjoy! WESTラッピングの3123F
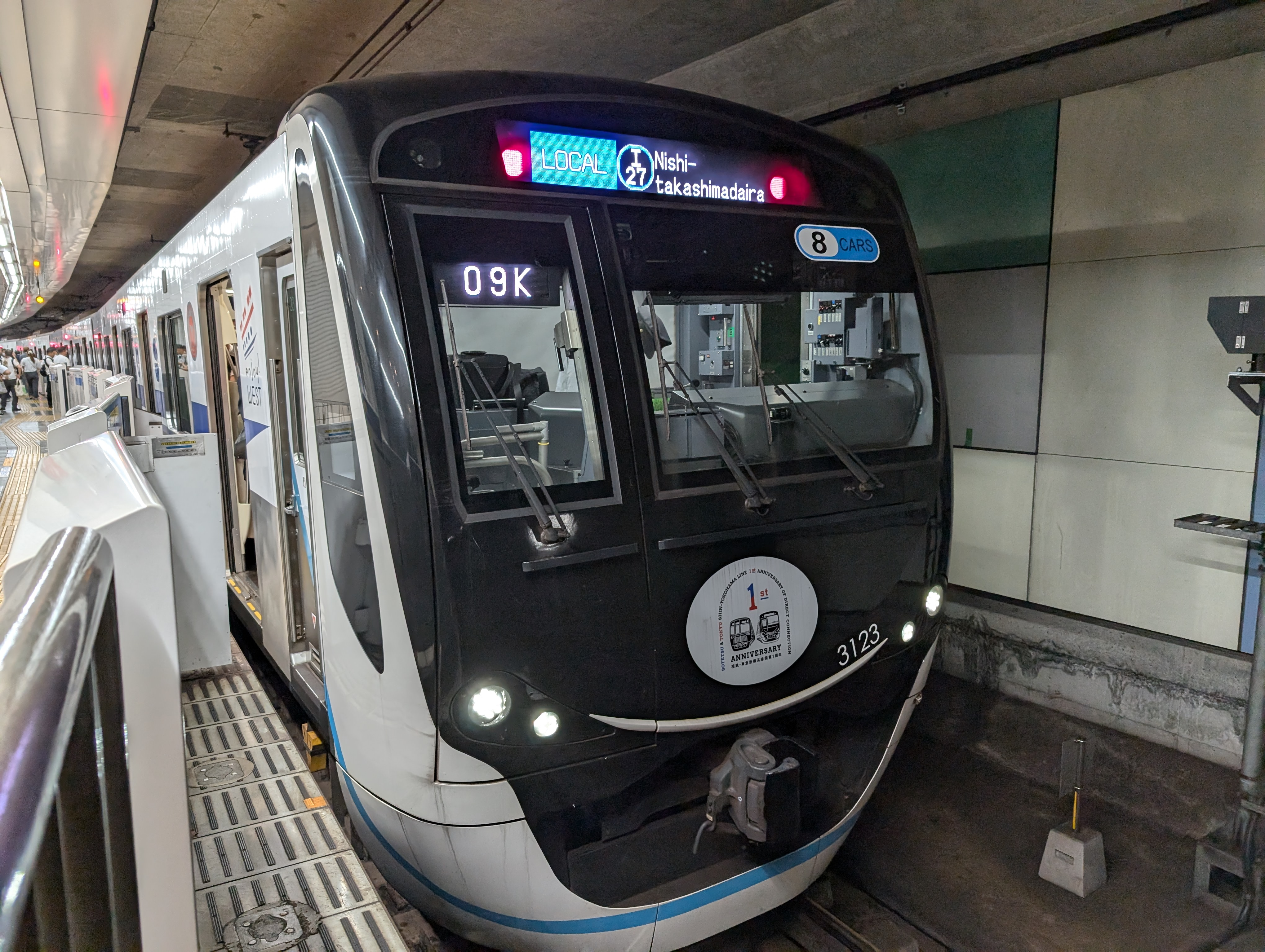
新横浜線1周年記念ヘッドマーク
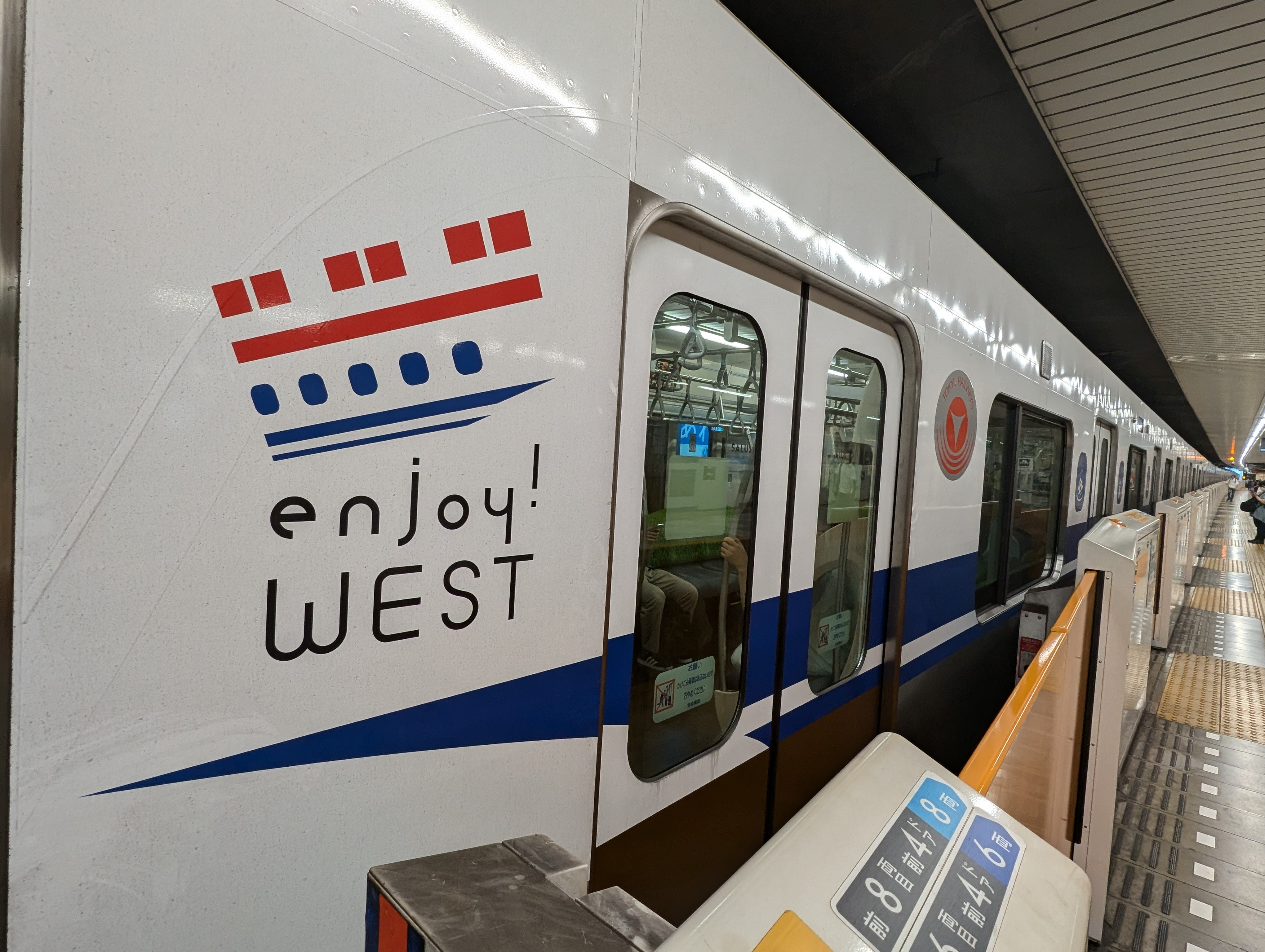
新幹線意匠の塗装ラッピング（青20号使用）
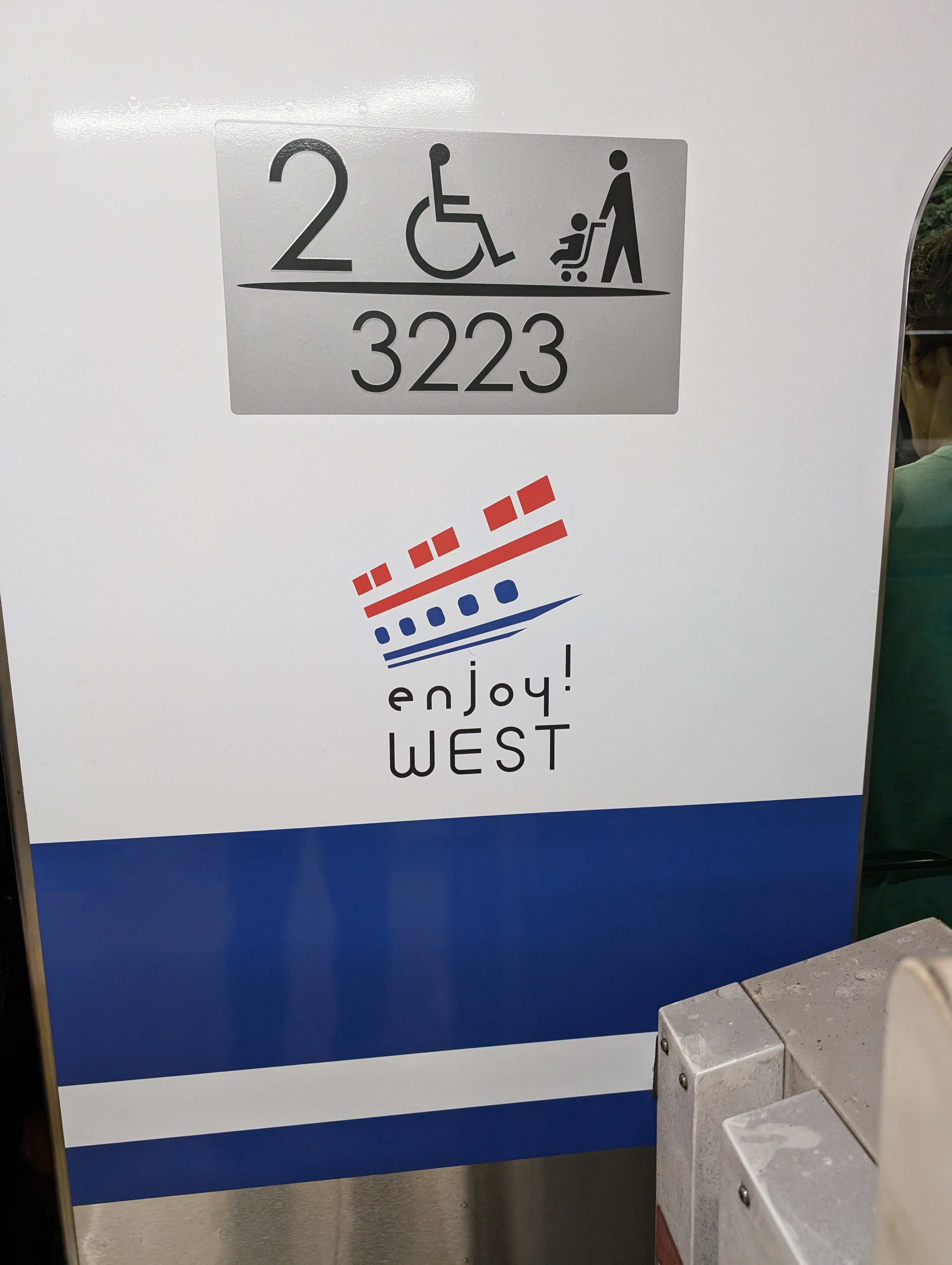
enjoy! WESTのロゴ
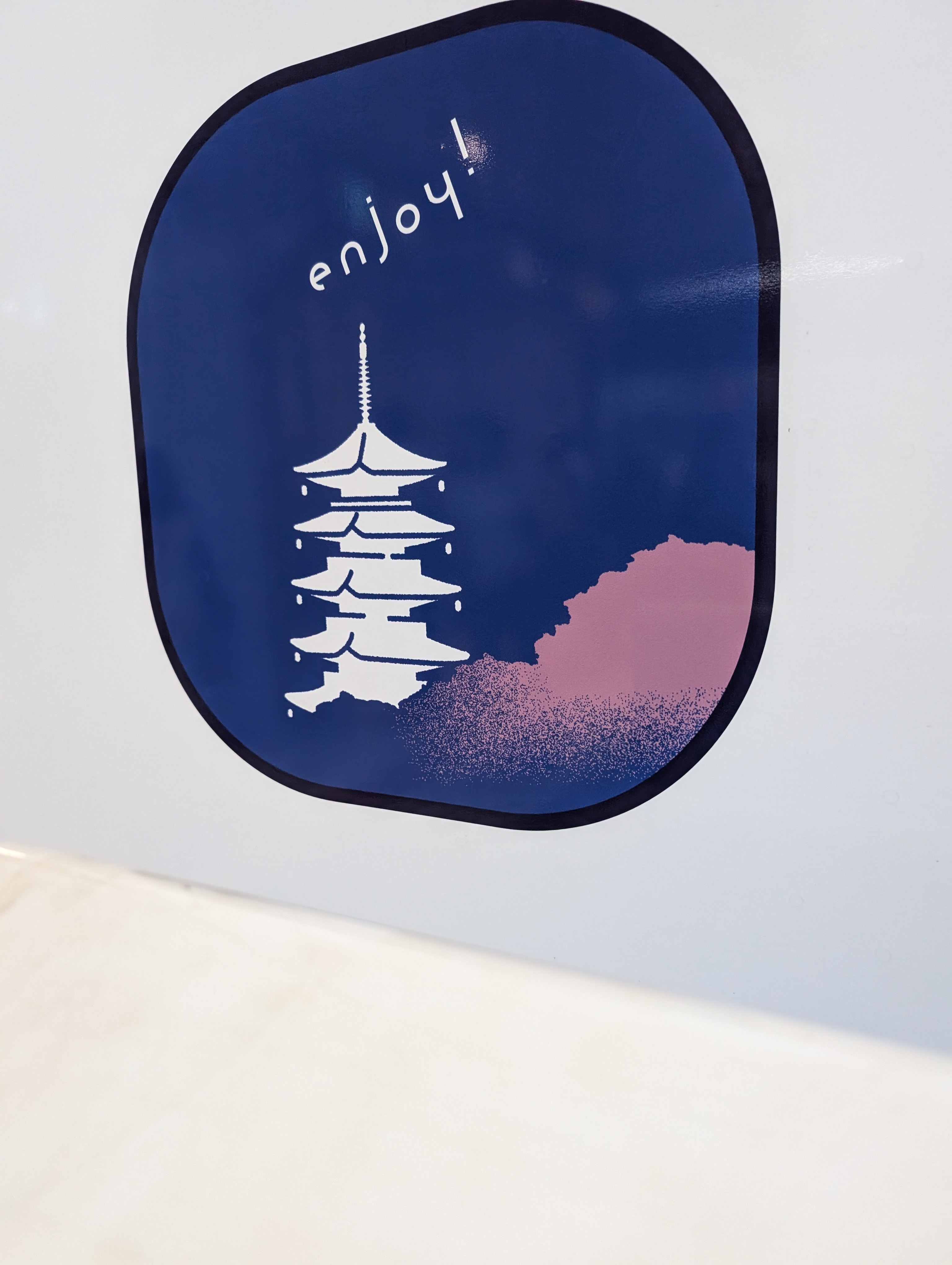
新幹線の窓をデザインした告知広告